# 鈴木敏也
鈴木 敏也（すずき としや、1885年〈明治18年〉10月13日 - 1945年〈昭和20年〉12月9日）は、日本の国文学者。広島文理科大学教授。族籍は愛知県士族。号は菫村。

## 経歴
愛知県・鈴木光雄の長男。1914年7月、東京帝国大学文科大学国文学科卒業。1926年、家督を相続する。広島高師教授をへて1929年に広島文理大教授となる。
広島高師教授を兼ねる。1945年8月6日、広島市への原子爆弾投下により被爆。学長事務取扱に任命された。1945年12月9日に死去した。

## 人物
著作に『近世日本小説史』、『近代国文学素描』などがある。住所は広島市牛田本町。

## 家族・親族
鈴木家　
- 父・光雄（愛知県士族）[2][3][6]
- 妻・満壽枝（1895年 - ?、岐阜、林一平の長女）[3][4][6]
- 長女、二女、三女、四女、長男、二男、三男[6]

親戚
- 長女の夫・田中晃（九州帝国大学助教授）[3]